# السنديين (فرقة الجديد)
السنديين هو دُوَّار يقع بجماعة الساحل، إقليم العرائش، جهة طنجة تطوان الحسيمة في المملكة المغربية. ينتمي الدوّار لمشيخة فرقة الجديد التي تضم 9 دواوير. يقدر عدد سكانه بـ 328 نسمة حسب الإحصاء الرسمي للسكان والسكنى لسنة 2004.

## روابط خارجية
- البوابة الوطنية للجماعات الترابية
- المندوبية السامية للتخطيط